# 多雷索波利斯
多雷索波利斯是巴西米纳斯吉拉斯州的一个市镇。总面积153.087平方公里，总人口1492人，人口密度9.7人/平方公里。